# モレシー・ボート・クラブ
モレシー・ボート・クラブ（英語: Molesey Boat Club）は、1866年に設立されたイングランドの漕艇クラブ。1990年代後半よりレアンダー・クラブに加盟している。

## 概略
設立1年後の1867年に創始されたモレシー・レガッタを主催し、後援している。
ボートクラブは、テムズ川のモレシー・ロックとサンベリー・ロックの間にあるテムズ川沿いの遊歩道にある。
コースは主堰間の漕艇可能距離が4.5kmで、地元のスキッフクラブや学校（ハンプトン・スクール、レディ・エレノア・ホールズ・スクール）のクラブと共有している 。毎年、英国代表チームトレーニングが行われないレガッタシーズン終了後には、メダルを受賞した選手の練習場として使用される。

## 戦績
ヘッド・オブ・ザ・リバー・レース
- 2014年：　1位[注 1]
- 2013年：　レースキャンセル
- 2012年：　2位[注 2]
- 2011年：　2位[注 3]
- 2010年：　1位[注 4]
- 2009年：　4位[注 5]
- 2008年：　8位[注 6]
- 2007年：　3位[注 7]
- 2006年：　3位
- 2005年：　4位
- 2004年：　レースキャンセル
- 2003年：　2位
- 2002年：　4位
- 2001年：　4位
- 2000年：　5位

1991年以降に優勝したヘンリー・ロイヤル・レガッタ
- グランド・チャレンジ・カップ：　2009年、2013年
- テムズ・チャレンジ・カップ:　1999年、2000年、2009年、2012年
- スチュワーズ・チャレンジ･カップ:　1991年、2001年、2007年、2014年
- ウィフォールド・チャレンジ・カップ:　1997年
- ビジターズ・チャレンジ・カップ:　2012年
- レディース・チャレンジ・プレート:　1991年、2013年
- プリンス・オブ・ウェールズ・チャレンジ・カップ:　2004年
- プリンス・フィリップ・チャレンジ・カップ:　2002年[注 8]
- ブリタニア・チャレンジ・カップ：　1999年、2004年、2008年
- シルバー・ゴブレッツ＆ニックオールズ・チャレンジ・カップ:　2000年、2011年
- ダイヤモンド・チャレンジ・スカルズ:　1997年

1991年以降に優勝したヘンリー・ウィメンズ・レガッタ
- アヴリル・ヴェラコット・カップ[注 10]:　2011年、2009年
- ヴェスタ・カップ[注 11]:　2011年
- スポーツ・カウンシル・カップ[注 12]:　2008年、1999年
- フランク・ハリー・カップ[注 13]:　2007年
- FISAシニアBカテゴリー・シングルスカル：　2005年
- ベア・ラングリッジ・トロフィー[注 14]:　2003年

## 構成
会員は約700人。ジュニア、初心者、シニア、ベテランから成る4グループにより構成され、男女の英国代表選手も在籍している。運営は16人の選任された会員から成る委員会が行い、委員会は5人のクラブ役員である、キャプテン、キャプテン代行、副キャプテン、事務局長および会計担当を含む。

### ジュニア部
会員数70-80名。13歳から漕艇の指導を受けられる。地元の学生会員と緊密に連携し、国内外で、J18で優勝できるレベルのチームを育成することを目的としている。

### 成年部
会員数約60名。スポーツを生活に取り入れたい初心者に、漕艇とスカリング（小さいオールを一人2本持って漕ぐ）の機会を提供している。条件を満たせば、シニア部またはマスターズ部に編入できる。

### シニア部
会員数約140名。ブリティッシュ・ローイングより、上級重量選手の『高能力クラブ』と評価されており、この部における幅広い領域にわたる傑出した実績と、プロによる優れた指導で知られている。

### マスターズ部
旧称ベテラン部。最大の会員数を擁するグループ。AからHクラスに分かれており、男女とも、ほぼ毎年、様々な大会に代表選手を派遣している。

## 関連人物

### 選手
- マーチン・クロス（英語版）
  - 1980年オリンピックフォア（舵手なし）で銅、同（舵手つき）で金
- イアン・マクヌフ（英語版）
  - 1980年オリンピック・エイト（舵手つき）で銅
- リチャード・スタンホープ
  - 1980年オリンピック・エイト（舵手つき）で銀
- グレッグ・シャーレ（英語版）
  - 1992年オリンピック・ペア（舵手つき）で金、同フォア（舵手なし）で銅
- フィリップ・シモンズ
  - 2004年オリンピックエイト（舵手つき）英国代表
- サイモン・フィールドハウス
  - 2006年世界選手権フォア(舵手つき)英国代表、2007年世界選手権同クォドルブル（舵手なし）
- フレッド・ジル
  - 2010年ケンブリッジ大学代表
- ダン・オウセリー
  - 2004年オリンピックエイト（舵手つき）代表
- ピーター・マースランド
  - 2008年・2009年ケンブリッジ大学代表
- ベン・スミス
  - 2008年オックスフォード大学代表
- ローリー・ダグラス（英語版）
  - モンクトン・コーム・エイト（舵手つき）2位、2000年オリンピックエイト（舵手つき）金メダリスト

### 英国代表選手
- アンドリュー・トリッグズ-ホッジ（英語版）
  - 2008年オリンピックフォア（舵手なし）金メダリスト、2012年オリンピックフォア（舵手なし）金メダリスト
- トム・ジェームズ（英語版）
  - 2008年オリンピックフォア（舵手なし）メダリスト、2012年オリンピックフォア（舵手なし）メダリスト
- ジョージ・ナッシュ（英語版）
  - 2012年オリンピック・ペア（舵手なし）銅メダリスト、2013年世界選手権エイト（舵手つき）金メダリスト、2010年・2011年・2013年ケンブリッジ大学代表
- トム・ソールスベリー（英語版）
  - 2006年・2007年世界選手権エイト（舵手つき）英国代表、2008年オリンピック・ペア（舵手なし）代表
- トム・ランスリー（英語版）
  - 2009-2011年世界選手権エイト（舵手つき）英国代表、2008年･2009年ケンブリッジ大学代表
- キャメロン・ニコル（英語版）
  - 2010年・2011年世界選手権エイト（舵手つき）英国代表
- モハメッド・スビヒ（英語版）
  - 2010年･2011年世界選手権エイト（舵手つき）英国代表、2012年オリンピック・エイト（舵手つき）銅メダリスト
- ジェームズ・フォード（英語版）
  - 2010年･2011年世界選手権エイト（舵手つき）英国代表
- アンドリュー・ホームズ
  - 2009年ジュニア世界選手権フォア（舵手なし）優勝